# 39ª Squadriglia
La 39ª Squadriglia del Servizio Aeronautico del Regio Esercito inizia le operazioni a Sammardenchia di Pozzuolo del Friuli con aerei Savoia-Pomilio SP.2.

## Storia

### Prima guerra mondiale
La 39ª Squadriglia nasce nel gennaio 1917 su Savoia-Pomilio SP.2 al Centro Formazione Squadriglie del Campo di aviazione di Arcade andando alla fine di marzo a Sammardenchia di Pozzuolo del Friuli nel I Gruppo.
All'inizio di maggio è dotata anche di Savoia-Pomilio SP.3 al comando del Capitano Luigi Rizzo che dispone di altri 8 piloti e 3 osservatori tra cui il Tenente Vincenzo Magliocco che diventato Generale della Regia Aeronautica morirà nell'Eccidio di Lechemti nel 1936 con Antonio Locatelli.
Il 5 maggio il reparto passa al V Gruppo per la 3ª Armata e dal 25 giugno non vola per 7 giorni per carenza di eliche.
Il 19 agosto viene abbattuto su Gorjansko lo S.P dei Tenenti Teodoro Lacava e dell'osservatore Cesare Poccianti dall'Asso dell'aviazione Godwin Brumowski.
Il 1º ottobre successivo, durante una missione fotografica su Novello (Merna-Castagnevizza) su S.P.3, il Ten. osservatore Giuseppe Veronesi (aviatore) colpito dall'antiaerea nemica e ferito al fianco destro proseguiva nella missione con il Sergente Maggiore pilota Umberto Tagliabue atterrando ad Aiello del Friuli.
Dopo la Battaglia di Caporetto ripiega il 28 ottobre sull'Aeroporto di Aviano, il 3 novembre all'Aeroporto di Brescia-Ghedi prima di tornare a Marcon al comando del Cap. Gian Battista Ive e l'11 novembre a Tessera (Venezia) (nella zona dell'attuale parcheggio dell'Aeroporto di Venezia-Tessera) con 5 S.P.3.
Dal 2 novembre al 30 dicembre dirige il fuoco di artiglieria collaborando ad eliminare l'attacco a Zenson di Piave ed il 3 dicembre il comando passa al Cap. osservatore Pietro Pinna Parpaglia futuro Generale di Squadra Aerea e Comandante nel 1936 dell'Aeronautica dell'Africa Orientale.
In dicembre dispone di 3 S.P.3, 6 piloti e 5 osservatori ed inizia il passaggio su 2 SAML al comando interinale del Ten. Arrigo Bellia che dispone di altri 3 piloti e 3 osservatori.
Il 1º gennaio 1918 dispone di 10 piloti e 9 osservatori per i SAML e gli S.P.3 e progressivamente arrivano 4 SAML ed il 18 febbraio cede alla 23ª Squadriglia 2 piloti e 2 S.P.3.
Il 19 marzo 1918 mentre Veronesi esegue una osservazione di tiro sul basso Piave con l'aiutante di battaglia pilota Giuseppe Bin viene colpito e ferito dall'antiaerea ma rimane per due ore sull'obiettivo mitragliando poi la batteria antiaerea.
Il 23 marzo il SAML del Ten. osservatore Amedeo Busseti e del Sergente Achille Zardi dopo essere stato attaccato da 7 caccia viene abbattuto a Noventa di Piave dall'Albatros D.III dell'asso Franz Gräser (18^ vittoria).
Il 14 maggio si sposta a Malcontenta per il XXVIII Corpo d'Armata e nel mese di giugno dispone di 11 SAML.
Nell'ambito della Seconda battaglia del Piave dopo aver ricevuto 6 aerei e 6 piloti dalla 113ª Squadriglia effettua missioni di attacco al suolo: 7 il 14 giugno, 10 il 15 giugno, 8 il 16 giugno, 6 il 17, 16 il 18 e 28 il 19 giugno.
L'ultimo giorno il SAML dei Tenenti Carlo Scavini e osservatore Mario Beltramolli, dopo essere stato attaccato da 15 caccia, viene abbattuto dall'Albatros D.III di Brumowski (34^ vittoria).
Il 1º luglio dispone di 5 SAML ed alla metà del mese riceve 5 Pomilio PE cedendo i SAML alla 113ª.
Dopo pochi giorni arrivano 3 S.P.3 ed il reparto dispone di 12 piloti e 10 osservatori.
In agosto i PE sono operativi ed il 1º ottobre dispone di 9 PE e 3 S.P.3.
Il 17 ottobre 3 aerei lanciano viveri ai reparti isolati su isolotti sul Piave mitragliando le trincee nemiche.
Il 28 ottobre collauda un Fiat R.2 ed il 31 ottobre dispone di 9 PE dei quali al 4 novembre ne sono operativi 5.
Dal novembre 1917 ha svolto 510 missioni di guerra, di cui 161 ricognizioni a vista, 166 osservazioni di tiro, 151 ricognizioni fotografiche per 2035 foto, 32 bombardamenti sganciando 432 bombe, perdendo 38 aerei per incidenti, 71 colpiti e 3 abbattuti.
Nel conflitto ha svolto 725 voli di guerra.
In novembre il comando passa a Magliocco e nel gennaio 1919 si sposta ad Aiello del Friuli.
Al 20 aprile 1919 disponeva di 10 PE ed un R.2. ed al 1º agosto successivo era ad Aiello dotata di PE e R.2 al comando del Ten. Magliocco inquadrata nel Gruppo da Ricognizione per Artiglieria di Aiello.
Alla fine dell'anno arrivano anche altri R.2 ed al giugno 1920 è ad Aiello dotata di PE e R.2 al comando del Ten. Magliocco inquadrata nel III Raggruppamento Aviatori (Ricognizione) di Torino. Nel luglio 1920 passa sui SAML.
Alla fine dell'anno va all'Aeroporto di Venaria Reale e nell'estate 1921 a Mirafiori (campo di volo) dove al 15 agosto è nel V Gruppo di Mirafiori del 3º Raggruppamento Aeroplani (Ricognizione) di Torino.
Nel luglio 1922 la 39ª Squadriglia SAML di Mirafiori del Cap. Magliocco è nel V Gruppo di Mirafiori del 3º Raggruppamento Aeroplani (Ricognizione) di Torino ed al 23 ottobre successivo vola sugli R.2 a Mirafiori nel V Gruppo di Mirafiori.
Al 1º gennaio 1923 dispone di 2 R.2 operativi a Mirafiori nel V Gruppo di Mirafiori del III 3º Raggruppamento Aeroplani da Ricognizione di Roma ed al 1º gennaio 1924 dispone di 18 R.2 a Mirafiori nel V Gruppo di Mirafiori.
l 1º gennaio 1925 vola con gli R.2 a Mirafiori nel V Gruppo di Mirafiori del 19º Stormo di Torino ed al successivo 24 ottobre dispone di 11 Ansaldo A.300/4 a Mirafiori nel V Gruppo di Mirafiori del 19º Stormo di Torino, passando poi sugli Ansaldo A.120, sugli RO 37 e dopo aver operato nell'Occupazione italiana dell'Albania (1939-1943) si scioglie l'8 settembre 1943.

### Seconda guerra mondiale
Al 10 giugno 1940 era nel V Gruppo del 19º Stormo Osservazione Aerea con 11 IMAM Ro.37 all'Aeroporto di Venaria Reale per l'Aviazione Ausiliaria per l'Esercito.
Nell'ambito della Campagna italiana di Grecia si sposta in Albania a Devoli dal 15 gennaio 1941.
Nel mese di marzo 1943 la Squadriglia era all'Aeroporto di Scutari nel LXI Gruppo in supporto alle truppe.
All'8 settembre 1943 la squadriglia era all'Aeroporto di Jesi con 5 Caproni Ca.314 nel LXVIII Gruppo del 21º Stormo Osservazione Aerea per il Comando Aviazione Ausiliaria Regio Esercito.